# Карл Феликс Савойски
Карл Феликс Савойски, роден Карл Феликс Йосиф Мария Савойски (на италиански: Carlo Felice Giuseppe Maria di Savoia; * 6 април 1765, Торино, Сардинско кралство; † 27 април 1831, Палацо Киаблезе, Сардинско кралство), е крал на Сардиния, херцог на Савоя и суверен на Савойската държава от 1821 г. до смъртта си.

## Произход
Той е петият син на Виктор Амадей III Савойски (* 1726, † 1796), крал на Сардиния, и на съпругата му Мария Антония Бурбон-Испанска (* 1729, † 1785). Негови дядо и баба по бащина линия са Карл Емануил III Савойски и принцеса Поликсена фон Хесен-Ротенбург-Рейнфелс, а по майчина – Филип V от Испания и Изабела Фарнезе. Има пет братя и шест сестри:
- Карл Емануил IV (* 1751, † 1819), крал на Сардиния (1796 – 1802), съпруг на Клотилда Бурбон-Френска
- Мария Елизабета Карлота (* 1752, † 1755)
- Мария Жозефина Луиза (* 1753, † 1810), съпруг на Луи Ксавие, граф на Прованс
- Амадей Алесандър (* 1754, † 1755)
- Мария Тереза (* 1756, † 1805), съпруга на Шарл, граф Д'Артоа
- Мария Анна Карлота (* 1757, † 1824), съпруга на принц Бенедикт Мария Маврикий Савойски, херцог на Шабле
- Виктор Емануил I (* 1759, † 1824), крал на Сардиния (* 1802, † 1821), съпруг на Мария Тереза Австрийска-Есте
- Мария Кристина Фердинанда (* 1760, † 1768)
- Маврикий Йосиф (1762 – 1799), кардинал, херцог на Монферат, съпруг на племенницата си Лудовика Кристина Савойска
- Мария Каролина (* 1764, † 1782), курфюрстиня на Саксония като съпруга на Антон Саксонски
- Йосиф Бенедикт Плацид (* 1766, † 1802), граф на Мориен

## Биография

### Детство и младост
Карл Феликс, като по-малък брат на Карл Емануел и Виктор Емануил, не е предопределен да наследи трона. Прекарва детството си със сестра си Мария Каролина и най-малкия си брат Йосиф Бенедикт Плацид, граф на Мориен, в бащината резиденция в Монкалиери.
От малък демонстрира много сложен характер: от една страна, последователен и негъвкав, затворен, недоверчив, импулсивен, чувствителен и отмъстителен, а от друга – честен, искрен, способен на емоции и нежност; има проницателен ум, дори понякога ироничен, но му липсва гъвкавост. Има почти свещена концепция за монархията.
В годините между Френската революция и Наполеоновата кампания в Италия Карл Феликс е част, заедно с братята си Виктор Емануил, херцог на Аоста, съпругата му Мария Тереза Хасбург-Есте, Маврикий Йосиф, херцог на Монферат, и Йосиф Плацид, граф на Мориен, от истински паралелен двор, който се противопоставя на кръга, събран около принца на Пиемонт Карл Емануил.
В този период Карл Феликс започва да пише своя личен дневник – важен първоизточник за събитията и конфликтите в савойския двор.
- Семейството на Виктор Амадей III, от Джузепе Дупра (Торино, Палацо Реале.)
- Замъкът в Монкалиери на гравюра от XVII век. Тук Карл Феликс прекарва първите години от живота си.

### Италианска кампания
Когато избухва войната с Франция, въпреки че е получил определено военно образование, Карл Феликс не се отличава като войник. Всъщност през 1792 г., след френската окупация на Савойското херцогство и провинцията на Ница, той следва войските до Салуцо. През 1793 г. придружава баща си, който, заедно с австрийците на генерал Йозеф Николаус де Винс ръководи операциите за повторното завоюване на Ница и Савоя, във Вал ди Суза, Пинероло, Кунео и Танд. Принцът все пак се държи много далеч от фронта: на 8 септември следва битката при хълма Раус, през пролетта на 1794 г., след като стига до брат си Маврикий, херцог на Монферат, в Аоста, той се отправя, придружен от брат си Йосиф, граф на Мориен, в Морже, с цел да си възвърне някои позиции от значително стратегическо значение, но не постига никакви резултати.
Застрашен вътрешно от опасността от революция (през 1794 г. са разкрити две якобински заговора) и компрометиран на външно ниво от катастрофалния Договор от Валансиен (23 май 1794 г.), Пиемонт най-накрая е победен от армията на Наполеон. На 28 април 1796 г. Виктор Амадей III най-накрая е принуден да подпише Примирието от Кераско и след това Мира от Париж (15 май), който утвърждава преотстъпването на Франция на Ница, Савоя, Женева и някои крепости (Карл Феликс сменя титлата „херцог на Женева“ с титлата „маркиз на Суза“).
Виктор Амадей III умира през октомври същата година и е наследен от принца на Пиемонт като Карл Емануил IV Савойски. Отношенията на Карл Феликс с неговия брат, сега крал, които никога не са били сърдечни, се влошават още повече, тъй като суверенът държи братята си в неведение за основните държавни дела.
След две години управление Карл Феликс става свидетел на събитията, кулминиращи в принудителния отказ на Карл Емануил IV от упражняването на кралската власт над континенталните държави на Сардиния. С краля и цялото кралско семейство той напуска Торино вечерта на 9 декември 1798 г. и на разсъмване на 3 март 1799 г., отново след след двора, дебаркира в Каляри.

### Вицекрал на Сардиния
Когато Карл Емануил IV Савойски абдикира, тъй като няма деца, на 4 юни 1802 г. той оставя трона на Виктор Емануил, който обаче не завладява владенията в Сардиния и предпочита да ги повери на Карл Феликс в ролята му на вицекрал.
Управлението на Карл Феликс се помни на острова като донякъде твърдо и авторитарно: всъщност след революционните въстания в Сардиния островът преживява период на безредици, изострени от тежката бедност, която води до увеличаване на престъпността, която вицекралят потиска със значителна строгост, така че пише на брат си, краля, „Убий, убий, за доброто на човечеството“. Той установява истински военен режим, до степен че поданиците на Сардиния го наричат „Карл Жестоки“. Израз на това е специалният съдебен състав на вицекралската делегация за разследване на политическите процеси, който незабавно предприема действия срещу народния водач Винченцо Сулис, виновен, че е заменил неспособния вицекрал в опитомяването на революционните движения, но по този начин е умъртвил установената власт. Когато Сулис е осъден на двадесет години затвор, вицекралят преценява присъдата като мека. Освен това, в преследването на „държавни нарушители“ той легитимира приемането на военни процедури и всеки полицейски произвол, от шпионаж до цензура на писма и награди за залавяне на заподозрени.
В работата си по реорганизация обаче той влага значителна енергия, успявайки да овладее автономията на съдебната система и на местната бюрокрация, чиято асимилация той също спира, което отчуждава много консенсуса сред поданиците и успява да коригира някои злоупотреби на феодалния режим. Всъщност, когато Стаменто – парламентът на кралството гласува дарение от 400 000 лири, вицекралят упражнява значителен натиск, така че по-слабите класи да бъдат освободени, урежда споровете относно феодалната юрисдикция между феодалите и васалите в полза на последните. Обаче при избухването на антифеодалния бунт срещу Херцога на Азинара, който е отказал и да изпълни заповедите на вицекраля, Карл Феликс решава да накаже както благородника, който е лишен от притежанията си, така и архитектите на бунта.
Въпреки много несигурната политическа и социална рамка вицекралят успява да направи някои подобрения в селскостопанското и икономическо развитие на острова. В този период са създадени земеделското дружество и службата за управление на мините и горите, принадлежащи на короната. Реколтата от маслини също е насърчавана и са сключени търговски договори, за да се създадат пазари за местно производство. Накрая Карл Феликс започва проекти за подобряване на пътната мрежа.

### Брак и завръщане в Торино
На 7 март 1807 г. в Палатинския параклис на Кралския дворец на Палермо той се жени за Мария Кристина Бурбон-Неаполитанска, дъщеря на Фердинанд де Бурбон, крал на Неапол и на Сицилия, който след Виенския конгрес (1814 – 1815) приема титлата „крал на Двете Сицилии“, и на Мария Каролина Австрийска.
Бракът, който първоначално среща съпротивата на заинтересованата страна, е уреден по наложителни династични нужди. Всъщност, тъй като нито Карл Емануил, нито Виктор Емануил имат синове (наследникът на втория умира в Сардиния поради заболяване), а Херцогът на Монферат и Графът на Мориен са починали, Карл Феликс става предполагаем наследник и следователно е важно поне да има синове. Въпреки това, въпреки че бракът с Мария Кристина е хармоничен, нейната стерилност възпрепятства подобни проекти и принуждава Виктор Емануил да обмисли наследяването от страна на Карл Алберт, принц на Кариняно, произхождащ от съпътстващ клон на Савойската династия.
След падането на Наполеон и завръщането на Виктор Емануил в Торино (20 май 1814 г.) Карл Феликс го последва за кратко време, за да се върне на следващата година в Сардиния със съпругата си, формално запазвайки позицията на вицекрал до 1821 г. въпреки че след кратко време се завръща в двора на Торино.

### Революция от 1821 г.

#### Предпоставки и начало за бунт
След бунтовете в Кадис през 1820 г. испанският крал Фердинанд VII е принуден да отстъпи отново конституцията от 1812 г. и в много европейски страни се разпалва надеждата за получаване на подобни отстъпки от съответните суверени. В Неапол и Палермо избухват въстанически бунтове. 
Първите признаци на кризата се появяват на 11 януари 1821 г., когато в Торино, по време на представление в театъра, четирима студенти са спрени от полицията, защото носят червени шапки с черен лък, символът на Карбонарите. Младите мъже оказват съпротива и са арестувани, предизвиквайки широко сбиване. На следващия ден всички студенти и много преподаватели, възмутени от случилото се, протестират, настояват за освобождаването на арестуваните и като не го получават, се заключват в университета. Правителството е принудено да изпрати армия. Въпреки че няма смъртни случаи, ранените са многобройни и събитията се ускоряват. Всъщност се ражда връзка между протестите и тайното общество на „Федератите“, чиито представители Санторе ди Сантароза, Джачинто Прована ди Коленьо, Карло Емануеле Азинари ди Сан Марцано и Гулиелмо Мофа ди Лизио (всички войници, служители или синове на министри), и Роберто д'Адзельо се срещат с Карл Алберт на 6 март: готови да действат, те са идентифицирали принца като новия човек на Савойския дом – този, който ще скъса с миналото на Абсолютизма.
Програмата на заговорниците не е да поставят под съмнение Савойската династия, а по-скоро да я накарат да осъществи политически и социални реформи и след това да обяви война на Австрия, което също се смята за възможно в светлината на дълбоко антиавстрийските настроения на суверена Виктор Емануил I. За да направят това, заговорниците, възползвайки се от отсъствието на Карл Феликс, който според тях би могъл да накара брат си Виктор Емануил да се противопостави на плановете им, възнамеряващи да съберат армията, обграждат замъка в Монкалиери, където живее кралят, и го принуждават да да даде конституция, както и да обяви война на Австрия. Ролята на Карл Алберт би била на посредник между заговорниците и суверена. Обаче на следващата сутрин той се замисля и се опитва да се абстрахира от заговора, който все пак не отрича. Заговорниците обаче се усъмняват и дават инструкции за отмяна на бунта, който би трябвало да избухне на 10: на същия ден Карл Алберт, напълно разкаян, изтичва в Монкалиери при Виктор Емануил I, разкривайки му всичко и молейки за прошка. През нощта гарнизонът на Александрия, командван от един от заговорниците (Гулиелмо Ансалди), се разбунтува и окупира града. Революционерите, макар и изоставени от принца, решават да действат.

#### Абдикация на Виктор Емануил I и регентство на Карл Алберт
В неделя, 11 март 1821 г., крал Виктор Емануил I събира отново Коронния съвет, който включва и Карл Алберт. Предвид нерешителността на монарха обаче решение не е взето.
На 12 март Цитаделата на Торино пада в ръцете на въстаниците: Виктор Емануил I изпраща Карл Алберт и Чезаре Балбо да преговарят с Карбонарите, които отказват всякакъв контакт с двамата. Така вечерта кралят, изправен пред разрастването на военното въстание, абдикира в полза на брат си Карл Феликс и тъй като последният е в Модена, Карл Алберт е назначен за регент. Абдикацията на суверена, последвана от оставката на държавните министри, предизвиква хаос, не само защото създава династична криза, която властите не могат да пренебрегнат, но и защото разделя армията и бюрокрацията, правейки невъзможно поддържането на вътрешния ред.
Регентът се опитва да реагира, като назначи ново правителство (адвоката Фердинандо Дал Поцо (1768 – 1843) в Министерството на вътрешните работи, генерал Емануеле Пес ди Виламарина в Гуера и Лодовико Саули д'Иляно в Министерството на външните работи) и се опитва да преговаря с бунтовниците, но не постига нищо. Неспособен да взема решения без съгласието на новия крал, Карл Алберт изпраща на Карл Феликс доклад за събитията, като го моли за инструкции, но писмото достига адресата си твърде късно. Всъщност, страхувайки се да не стане обект на народен гняв, вечерта на 13 март 1821 г. Карл Алберт подписва прокламацията, обявяваща предоставянето на испанската конституция, подлежаща на одобрението на краля.
На следващия ден регентът решава да сформира хунта, която трябва да заеме мястото на парламента, пред който два дена по-късно той се заклева да спазва конституцията на Испания, чиято савойска версия е изменена с някои клаузи, изисквани от съпругата на Виктор Емануил I Мария Тереза Хабсбург-Есте.

#### Намеса на Карл Феликс
В този момент Карл Феликс, който току-що е получил писмото от Карл Алберт с новината за абдикацията на брат си, решава да реагира. Той удря писмото в лицето на пратеника, като му заповядва да не го нарича „Величество“, след това потвърждава, че абдикацията, изнудена с насилие, трябва да се счита за невалидна и накрая заповядва: „Кажете на принца, че ако във вените му все още има капка нашата кралска кръв, да замине незабавно за Новара и да чака там моите заповеди“.
Що се отнася до испанската конституция, той обявява за невалиден всеки акт на суверенна компетентност, направен след абдикацията на брат му и, без да се мести от Модена, издава следната прокламация:
| „                                                                                       | Далеч от съгласие с каквато и да е промяна във формата на управление, съществуваща преди споменатата абдикация на краля, нашия възлюбен брат, ние винаги смятаме за бунтовници всички онези от кралските поданици, които ще се придържат или ще се придържат към бунтовниците, или които ще са се присвоили или ще се присвоят да провъзгласят конституция. | “ |
| A. Aquarone, La politica legislativa della Restaurazione nel regno di Sardegna, p. 159. | |   |

Карлт Алберт, обезсърчен, прави това, което Карл Феликс му нарежда и след като пристига в Новара, издава прокламация, в която се отрича от регентството и приканва всички да се подчинят на Карл Феликс, който на 29-о число на месеца му изпраща писмо, в корто му нарежда да замине със семейството си за Флоренция.
Свален от власт Карл Алберт, кралят изпраща няколко писма до Франц II с молба за изпращане на експедиционен корпус, за да смаже бунта.
На 3 април Карл Феликс издава втора прокламация, в която с голяма строгост обещава прошка на войниците и тежки наказания на бунтовническите офицери; това в крайна сметка предотвратява всяка възможност за компромис. Самият канцлер Метерних, в разговор с Франц IV от Модена, съобщава, че прокламацията е бил неблагоразумна, тъй като е била написана „с враждебност, страст и прибързаност“.
Бунтовниците всъщност осъзнават, че няма други начини, тръгват към Новара, където са се събрали лоялните на краля войски под ръководството на генерал Виктор Амадей Сайе дьо Ла Тур и неизбежно убеждават Метерних да се намеси.
На 8 април сблъсъкът в Новара-Борго Верчели идва с войските на Ла Тур и след това с тези на австрийския генерал Фердинанд Бубна, който окупира Верчели и Алесандрия (11 април), докато Ла Тур, който получава пълните правомощия от страна на суверена, окупира Торино на 10 април.
На 19 април, въпреки противоположния натиск, отправен към него по различни причини от императорите на Русия и Австрия, от Метерних, от Карл Алберт, от Франц IV и от самия Карл Феликс (който се отвращава от идеята да се обяви за крал „благодарение на“ революция), Виктор Емануил I ратифицира отказа от трона. Затова на 25 април Карл Феликс приема титлата на крал.

#### Репресии
След като си възвръща контрола над столицата, Карл Феликс, който все още остава в Модена, влиза в преговори с императора на Австрия Франц I, за да получи признание, в седалището на Конгреса в Любляна, на факта, че кралят ще може да да се върне в пълно владение на своите държави като абсолютен монарх и че австрийците ще бъдат изключени от всякаква намеса в управлението на териториите, в които са се установили.
След това, с оглед на Веронския конгрес през 1822 г., страхувайки се от натиск за конституционни промени, той повтаря в инструкциите до своите представители в чужбина, че репресиите срещу „революционния дух“, изтъкнати от конгреса в Любляна, принадлежат изключително на него и че той е твърдо убеден в тази необходимост и задължение.
След това, след като решава да остане в Модена, той назначава Иняцио Таон ди Ревел, граф на Пралунго, за генерал-лейтенант на Кралството и поисква ръководителите на външните работи и финансовите въпроси Джовани Пиконо дела Вале и маркиз Джан Карло Бриньоле, да се присъединят към него.
Накрая той започва репресии, чиито условия са описани в следния откъс от работата на Гуидо Астути:
| „ | Новият крал Карл Феликс започва реакцията с произволни репресивни методи, чрез извънредни комисии за съдене на бунтовниците и политически инквизиционни хунти за прочистване на армията и бюрокрацията. | “ |

Всъщност суверенът създава три различни юрисдикции: смесен съд от военни и цивилни с името Кралска делегация и с наказателни правомощия, военна комисия за разследване на поведението на офицери и подофицери, и контролна комисия за разследване на поведението на всички служители на кралството.
От 7 май до 1 октомври Кралската делегация издава 71 смъртни присъди, 5 присъди на доживотен затвор, 20 присъди между 5 и 20 години. След разпускането си Сенатът издава още 24 смъртни присъди, други 5 на доживотен затвор и 12 на затвор от 15 до 20 години. Военната комисия в края на октомври уволнява 627 офицери.
Контролната комисия, разделена на висша комисия и седем дивизионни контролни съвета, извършва множество уволнения и отстраняване от длъжност на цивилни служители и учители от всички нива на училище, които са особено засегнати.
Всъщност, също така поради инструкциите на министъра на вътрешните работи граф Роже де Шолекс Торинския университет е затворен и много професори претърпяват тежки предупреждения също така защото, пише суверенът в писмо до брат си Виктор Емануил (9 май 1822 г.): „Всички, които са учили в университета, са напълно корумпирани: професорите са за ненавист, но няма как да ги смениw, защото всички, които знаят нещо, не струват повече от тях. Накратко, лошите са всичките образовани, а добрите са невежи.“
Във всеки случай, въпреки че установеният тежък климат е придружен от навика за доноси, а разнообразието от политически идеи се превръща в претекст за частни вендети, генерирайки силни социални и семейни разделения, кралските власти, особено губернаторът на Генуа адмирал Джорджо Де Женей изобщо не попречва на избягването на компромисите, дотолкова че само две смъртни присъди са реално изпълнени. Освен това от доклад на граф на Алие изглежда, че Карл Феликс никога не е спирал тайно да предава субсидии на изгнаниците, които той е осъдил задочно, и Анджело Вроферио свидетелства, че когато кралят научава, че една от тези субсидии е отишла при роднините на един на двамата патриоти, които съдът е екзекутирал през 1821 г., удвоява сумата.
Репресиите приключват на 30 септември 1821 г., когато Карл Феликс издава помилване в полза на онези, които са участвали в бунтовете, като обаче изключва от това лидери и популяризатори, поддръжници и онези, виновни за убийство или изнудване; няколко дни по-късно суверенът се завръща в Торино.

### Вътрешна политика
Тъй като никога не се е стремял към трона и не е обичал особено торинците, които в неговите очи са предали династията, като първо са подкрепили Наполеон и след това конституционните предложения, Карл Феликс не присъства много като крал, нито участва в социалния живот на столицата. Всъщност той пребивава в Торино само когато театралният сезон е открит, а останалото време прекарва в непрекъснати престои в Савоя, в района на Ница, в Генуа – една от любимите му резиденции и в замъците на Говоне и Алие, които е наследил от сестра си Мария Анна Карлота. Поради това кралят предпочита да делегира големи задачи на своите министри, особено на граф Роже дьо Шолекс, министър на вътрешните работи, запазвайки за себе си надзорна задача; що се отнася до неговото правителство, това е преценката на Масимо д'Адзельо:
| „ | Деспотизъм, пълен с правилни и честни намерения, но чиито представители и арбитри бяха четирима стари камерхери, четири стари дами с мравуняк от монаси, свещеници, монахини, йезуити» | “ |

Независимо от това кралят не е напълно безчувствен към необходимостта от реформи и със сигурност се отличава в защитата на Пиемонтската държава от папската или чуждата намеса. Той ограничава привилегиите на Църквата, които изглеждат вредни за авторитета на държавата: премахва почти напълно правото на убежище в свети места, позволява цитирането на църковните лица като свидетели пред светските съдилища и налага гражданския подпис за катехизиси, пастирски писма и свещени книги.
Що се отнася до проблема с църковните блага, секуляризирани през 1792 г. (със съгласието на папата) и след това от французите (с едностранна инициатива), кралят поверява задачата на извънреден консулт, съставен от длъжностни лица и представители на духовенството. Предложенията, изпратени до папа Лъв XII през декември 1827 г. от извънредния посланик Филиберто Авогадро ди Колобиано, са разгледани от Конгрегацията на кардиналите, които обаче отхвърлят някои финансови аспекти и принципа за разполагане с активите от страна на Държавата. Затова на 1 април 1828 г. кралят свиква нов конгрес, на който препоръчва гъвкавост по финансовите въпроси и твърдост по отношение на принципните предложения. Постигнатото споразумение е одобрено на 14 май 1828 г. от Светия престол.
Освен това е важна дейността по законодателната реформа, която започва с указите от 16 юли 1822 г. за реорганизация на ипотеките, от 27 август 1822 г., която унифицира военното наказателно право, и от 27 септември 1822 г. за реформата на съдебната система и която завършва с Гражданските и наказателни закони за Кралство Сардиния от 16 януари 1827 г., които заменят вече остарелите разпоредби за Кралство Сардиния на Карта де Логу.
| „                                                               | Карл Феликс, като всеки човек от Реставрацията, който включва както реакционери, така и новатори едновременно, е натрупал множество опит и изглежда се колебае между открития апел към деспотизма от 18 век, чийто изход е Наполеоновата държава, и историцистките внушения, между другото в Италия малко късметлии... От една страна сме в присъствието на типично усилие за актуализиране на династическия абсолютизъм, а от друга страна има съществена рецепция от френското законодателство, макар и с изключения и изменения” | “ |
| E. Genta, Eclettismo giuridico della Restaurazione, с. 357-362. | |   |

Всъщност, макар че Виктор Емануил осъществява твърда контрареволюция, отменяйки безкритично всички разпоредби, въведени от французите след абдикацията на Карл Емануил IV, той вярва, че държавата не може да остане глуха за гласовете на мнозинството от неговите поданици, които изискват закони за разума и нуждите на времето. Следователно има нужда от някаква реформа, която да запълни празнините. Така на 27 септември 1822 г. Карл Феликс, след като възстановява публичността на ипотеките и кодифицира военното наказателно право, обнародва указа за реформата на гражданската съдебна система, която обаче изключва Сардиния. Едиктът премахва повечето от специалните юрисдикции (като тази за хазартни престъпления или пристанищната), създава 40 колегиални префектурни съдилища (от които зависят 416 юдикатури за район), компетентни от първа степен, разделени на четири класа, според важността на местата и възлагането на ръководството на съдебните процеси на специални членове на тези съдилища; наказателната и гражданската юрисдикция на Сената в Торино и данъчната юрисдикция на Сметната палата са запазени. Освен това е възприета двойната степен на компетентност, премахвайки множествеността на жалбите, и е установена фигурата на данъчния адвокат с прокурорски функции. И накрая, той прави правото на иск безплатно, поне основно: той заменя древната система на sportule с много тежки съдебни такси, изчислени на стойността на делото, което представлява възнаграждението на магистратите, с редовна система от начислявани заплати към държавния бюджет.
Друго важно нововъведение е сборникът от граждански и наказателни закони на Кралство Сардиния, обнародван на 16 януари 1827 г., и който се дължи главно на действията на Граф дьо Шолекс. Изготвен в Торино от Върховния съвет на Сардиния, проектът след това е разгледан от специална сардинска комисия и след това от Кралската аудитория на Сардиния, и е резултат от подбор на островни и континентални източници, както национални, така и чуждестранни.
Най-новите аспекти се отнасят до областта на наказателното право, с премахването на „guidatico“ (безнаказаност за престъпници, които са заловили други престъпници) и на „esemplarità“ (жестоки влошавания на смъртното наказание, като разчленяването на труповете и разпръскването от праха), с ограничения при налагането на смъртното наказание, с утвърждаване на концепцията за съразмерност на наказанието спрямо престъплението и разграничение между опит за престъпление и извършено престъпление.
Накрая търговията с роби е премахната и е постановено, че всяко лице, намерено в плен на кораб, плаващ под флага на Сардиния, ще получи свобода.

#### Икономически инициативи
Въпреки че е засегнато от икономически и финансови затруднения и се характеризира с твърд протекционизъм, управлението на Карл Феликс не е лишено от инициативи в областта на услугите и благоустройството.
Всъщност държавната мрежа от инфраструктури е подсилена благодарение на изграждането на пътя от Каляри до Порто Торес, днес Държавен път 131 Карл Феликс, и Генуа – Ница, както и мостовете над Бормида и Тичино (последният е завършен през 1828 г.). През 1823 г. работите по пътя, който свързва Генуа със Специя, също са завършени.
Строителните интервенции в града са важни: пристанището на Ница е широко обновено, Генуа получава театъра, кръстен на Карл Феликс, докато Торино може да се похвали с внушителен градоустройствен проект, включващ мостът над река Дора, площад „Карл Феликс“, подземните канали, аркадите на Пиаца Кастело и различни предградия.
Освен това Карл Феликс не пренебрегва сектора на желязото и стоманата, с който вече се е занимавал като вицекрал, нито кредитния и застрахователния сектор, чието развитие е осигурено със създаването на Торинската спестовна каса през 1827 г. и с конституцията през юни 1829 г. на Кралското застрахователно дружество (Società Reale Mutua d'assicurazioni).
И накрая не липсват интервенции в селскостопанския и производствения сектор, които са насърчавани с предоставянето на различни данъчни облекчения и облекчения и със създаването на изложбени изложби като тази от 1829 г., в която участват 500 изложители.

#### Външна политика
Във външната политика Карл Феликс, въпреки че взема под внимание хипотезата за териториални разширения, всъщност не култивира никакви експанзионистични цели и предпочита да се посвети на икономическите и търговски интереси на своите държави. Всъщност през 1821 г., с посредници Австрия и Англия, той сключва изгоден търговски договор с Високата порта.
През септември 1825 г., за да накара смелия бей на Триполи да спази договора, подписан през 1816 г. под егидата на Англия, и за да уважава знамето на Сардиния по бреговете на Северна Африка, той не се свени от демонстрация на сила. Към края на месеца край Триполи се появяват двете фрегати „Комерчо“ и „Кристина“, корветът „Тритон“ и бригантинът „Нереида“ под командването на корабния капитан Франческо Зивори.
Екстремният опит за оказване на натиск върху бея се проваля, през нощта на 27 септември 10 сардински лодки навлизат в пристанището и, като подпалват бригантина и две шхуни и разбиват или избиват войските, които са се втурнали да помогнат, принуждават врага да се поуспокои.
През 1828 г. завършва изграждането на мост над река Тичино в Бофалора – работа, започната от неговия брат Виктор Емануил I няколко години по-рано въз основа на договор с императора на Австрия Франц II, който царува на другия бряг на реката в Кралство Ломбардия-Венеция.
През 1830 г. той нарежда реконструкцията на Форт Бар – мощен антифренски вал във Вале д'Аоста.

#### Меценатство
Влюбен в изкуството и културата, през 1824 г. той купува Абатство „Откомб“ в Савоя, където са погребани много от неговите предци, и ръководи проекта за реставрация, който поверява на архитекта Ернесто Мелано.
През същата година той купува голяма част от колекцията, която в момента съставлява Египетския музей в Торино, получавайки находките директно от Бернардино Дровети от Барбания, генерален консул на Франция в Египет по това време. След това колекцията е предназначена за Палатата на Академията на науките, където се помещава музеят и днес.
През 1827 г. той създава Търговската камара и Школата по палеография и дипломация към Академията по живопис и скулптура.

### Последни дни, смърт и унаследяване
През април 1831 г. Карл Феликс предотвратява по-нататъшен заговор, замислен от членове на тайното общество Рицарите на свободата с масонски и либерален отпечатък. 66-годишният Карл Феликс умира на 27 април 1831 г. в Палацо Киаблезе в Торино. Той иска да бъде погребан в Абатство „Откомб“ в Савоя, където през 1849 г. е погребана и съпругата му.
С Карл Феликс, без наследници от брака си, изчезва основният клон на Савойската династия. Кралската корона преминава към кадетския клон Савоя-Каринян с Карл Алберт, негов наследник. Изборът на Карл Алберт за негов наследник не е, поне първоначално, лесен избор за Карл Феликс, преди всичко защото неговият братовчед се оказва особено склонен към либерализма и прокарбонарните приятелства; обаче споменатото наследяване на клона Савоя-Каринян, освен че е задължителна стъпка, престава да бъде причина за раздразнение и недоволство за краля: той дава прошката си на Принца на Кариняно, който е направил всичко, за да го заслужи, и на смъртния му одър му казва: „Je meurs content de vous“ („Умирам доволен от вас“), сочейки го и след това го благославя като свой наследник.

## Памет
Театър „Карло Феличе“ в Генуа е кръстен на него, за който самият крал пише няколко пиеси. В Каляри, на пл. „Йене“, има монументална статуя с него, облечен като римски генерал. На него са посветени Междуградски път 131 в Сардиния, площад „Карло Феличе“ в Торино и площад в Ница, където има и статуя, издигната в памет на поръчаните от него работи за изграждането на новото пристанище. Негови портрети се съхраняват в Каляри и в Сасари (Университетска библиотека и Национален пансион Канополено).
- Стела в Ница в памет на Карл Феликс
- Паметник на Карл Феликс в Каляри
- Паметна плоча на Карл Феликс в Градския театър на Сасари
- Статуя на Карл Феликс на пл. Gueymer в Ница. Тя доминира пристанището и гледа към морето.
- Колона на Карл Феликс Савойски в Бонвил. Висока е 44 метра и е построена през 1826 г. в чест на краля на Сардиния, който е осигурил запазването на Арв

## Брак и потомство
∞ 7 март 1807 в Палатинския параклис на Кралския дворец в Палермо за Мария Кристина Бурбон-Неаполитанска (* 17 януари, 1779, † 11 март 1849), дъщеря на Фердинанд де Бурбон, крал на Неапол и на Сицилия и от 1816 г. крал на Двете Сицилии, и на Мария Каролина Австрийска, от която няма деца.